# Jan Walencik
Jan Walencik (ur. 26 stycznia 1955 w Kazimierzu Dolnym) – polski fotografik przyrody, reżyser autorskich filmów przyrodniczych i dokumentalnych, operator, scenarzysta, autor albumów fotograficznych, książek i przedsięwzięć multimedialnych. Popularyzator Natury. Związany z Białowieżą.

## Życiorys
Jak sam przyznaje ogromny wpływ na jego wybory życiowe miał kontakt z twórczością pioniera polskiej fotografii i filmu przyrodniczego Włodzimierza Puchalskiego, a album Wyspa kormoranów z tzw. Zielonej serii zapoczątkował przyrodniczą pasję i stał się po paru latach motywem przewodnim filmu dokumentalno-biograficznego poświęconego Puchalskiemu pt. Puchalszczyzna. 
Filmy realizuje razem z żoną Bożeną Walencik. Małżeństwem są od 1975 roku i wspólnie mieszkają w Białowieży.

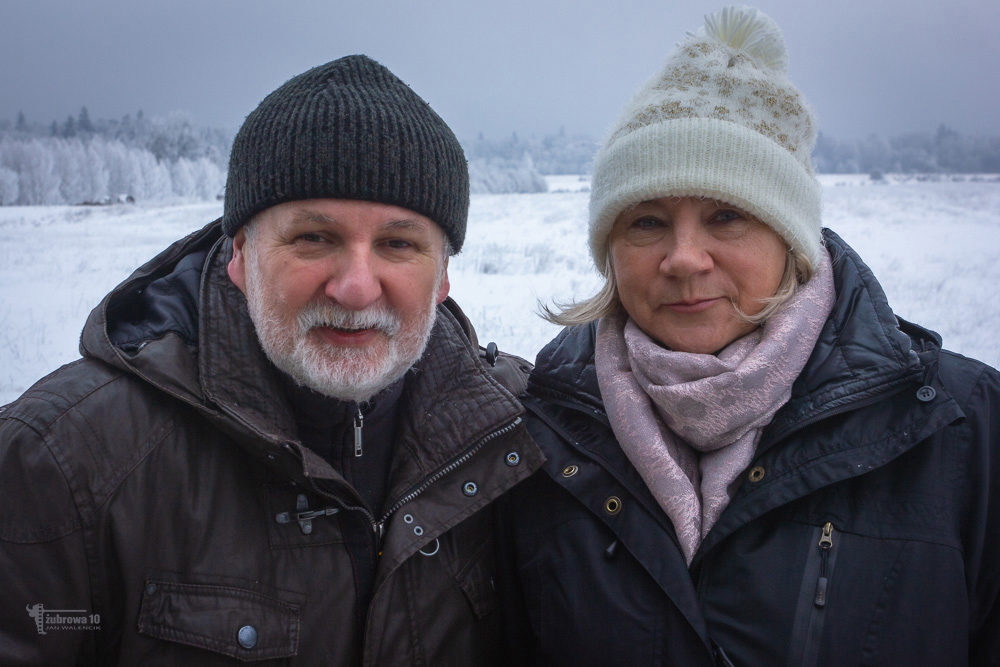
Bożena i Jan Walencik (2017)

Tematem przewodnim w twórczości Walencików jest piękno przyrody Puszczy Białowieskiej. Jej poświęcili realizowane przez wiele lat przedsięwzięcia filmowe, jak wielokrotnie nagradzany pierwszy polski serial przyrodniczy Tętno pierwotnej puszczy, który powstawał w latach 1993–1995 oraz seria Saga prastarej puszczy, którą zrealizowali w latach 2000–2009. 
Cykl filmowy Saga prastarej puszczy jest pierwszym polskim fabularyzowanym serialem przyrodniczym, w którym zwierzęta-bohaterowie poszczególnych części „odgrywali” zaplanowane dla nich wcześniej role. W 2016 ukazała się albumowa wersja serialu Saga prastarej puszczy. Opowieść filmowa. Oryginalne opracowanie graficzne przedstawia eseje nawiązujące do treści poszczególnych odcinków serii w formie kadrów filmu ilustrowanych fotografiami.  
W lipcu 2009 zapoczątkował działalność firmy Żubrowa 10 Jan Walencik realizującej m.in. autorskie projekty.
Od 21 marca 2021 realizuje przyrodnicze przedsięwzięcie multimedialne Z zapartym tchem. Puszcza Białowieska XXI wieku. Portret subiektywny, które ma być ostatnią częścią twórczego Życiowego białowieskiego tryptyku oprócz serii filmowych Tętno pierwotnej puszczy i Sagi prastarej puszczy. Osiemdziesiąt esejów fotograficzno-filmowych, wizualnych poematów o dzikości, ułożonych w cztery opowieści o Puszczy Białowieskiej: Cz. I Odwieczna, Cz. II Tętniąca, Cz. III Magiczna, Cz. IV Cywilizowana.

## Odznaczenia
- Laureat Nagrody Steinhausa za wybitne osiągnięcia w upowszechnianiu nauki w postaci filmu popularnonaukowego, w szczególności za 5-częściowy telewizyjny cykl przyrodniczy Tętno pierwotnej puszczy poświęcony obszarowi Puszczy Białowieskiej (1996)[13].

## Publikacje
Albumy i książki
- Puchalszczyzna, część pierwsza. Życie z pasją i część druga. Twórczość natchniona, Jan Walencik, Żubrowa 10 Jan Walencik, Białowieża 2022, dwa e-booki w formacie PDF[14]
- Saga prastarej puszczy. Opowieść filmowa, album, Żubrowa 10 Jan Walencik, Białowieża 2016, ISBN 978-83-930136-2-3[15][16][17]
- Smak białowieskiego miodu. Jak kręciłem serial Tętno pierwotnej puszczy, Żubrowa 10 Jan Walencik, Białowieża 2010, ISBN 978-83-930136-0-9[18][19]
- Ostatnia puszcza nizinnej Europy. The Last Primeval Forest in Lowland, Żubrowa 10 Jan Walencik, Białowieża 2010, ISBN 978-83-930136-1-6[20][21]
- Bobry z zapomnianej Jaćwieży. Wigierski Park Narodowy, album, Sport i Turystyka – Muza, Warszawa 2001, ISBN 83-7200-439-0[22]
- Heartbeat of the Primeval Forest. Białowieża National Park, album, Sport i Turystyka – Muza, Warszawa 2000, ISBN 83-7200-439-0[23]
- Wild River Valley. Biebrza National Park, album, Sport i Turystyka – Muza, Warszawa 1998, ISBN 83-7200-150-2[24]
- Dolina nieujarzmionej rzeki. Biebrzański Park Narodowy, album, Sport i Turystyka – Muza, Warszawa 1998, ISBN 83-7079-972-8[25]
- Tętno pierwotnej puszczy. Białowieski Park Narodowy, album, Sport i Turystyka – Muza, Warszawa; (I) 1997 ISBN 83-7079-873-X, (II) 2000 ISBN 83-7200-689-X[26]
- Puszcza Białowieska z serii Tego nie ma w podręczniku, Wydawnictwo Dolnośląskie; (I) 2001 ISBN 83-7023-843-2, (II) 2006 ISBN 83-7384-289-6 / ISBN 978-83-7384-289-2[27]

Nośniki Blu-ray, DVD, VHS
- W trosce o bagna – dokumentalna ballada filmowa; polsko-angielsko-białoruska wersja językowa; DVD 2016 Żubrowa 10 Jan Walencik, Biebrzański Park Narodowy[28][29]
- Zabójczy ogień – film dokumentalny; polsko-angielska wersja językowa; DVD 2012 Żubrowa 10 Jan Walencik, Dyrekcja Generalna Lasów Państwowych[30]
- Saga prastarej puszczy – przyrodniczy serial fabularny; Telewizja Polska 2012 3 x DVD EAN 5-902600-067672, 2016 3 x Blu-ray EAN 5-902600-069676
- Kraina żubra – film dokumentalny zrealizowany w ramach projektu Kraina Żubra – Ochrona żubra w Puszczy Białowieskiej, DVD 2008; Zakład Badania Ssaków PAN, Fundacja Zielone Płuca Polski, Chyra.pl; wydanie niekomercyjne[31]
- Tętno pierwotnej puszczy – pierwszy polski telewizyjny dokumentalny serial przyrodniczy; Telewizja Polska (I) 1995 VHS; (II) 2015 DVD EAN 5-902600-069256, Blu-ray EAN 5-902600-069263

## Filmy - seriale - serie - spoty
- Hipis – teledysk do utworu zespołu Orbita Wiru (2020)[32][33][34]
- Jestem puszczą XXI wieku – film dokumentalny o unikalnym charakterze przyrody Białowieskiego Parku Narodowego (2020)[35]
- Naturalnie... nie ma jak Lubelskie – film dokumentalny o lubelskich parkach krajobrazowych (2018)[36]
- Białowieski Park Narodowy – spot filmowy, Białowieski Park Narodowy (2017)[37]
- Serce w puszczy – puszcza w sercu – spot filmowy, Białowieski Park Narodowy (2017)[38]
- W trosce o bagna – dokumentalna ballada filmowa o unikalnej wartości bagien i przyrody Biebrzańskiego Parku Narodowego (2016)[29]
- Zabójczy ogień – film dokumentalny obrazujący zagrożenia jakie niesie ze sobą niekontrolowane rozprzestrzenianie się pożarów w lasach (2012)[30]
- Kraina żubra – film dokumentalny zrealizowany w ramach projektu Zakładu Badania Ssaków PAN Kraina Żubra – Ochrona żubra w Puszczy Białowieskiej (2008)[31]
- Saga prastarej puszczy – 10-odcinkowy fabularyzowany serial przyrodniczy. Każdy z filmów opowiada o losach jednego, konkretnego bohatera zamieszkującego Puszczę Białowieską (czas realizacji 2000–2009)[39]:
Opowieść o wilku. Nie ma jak stado (2009)
Opowieść o mrówce. Samotność w tłumie (2009)
Opowieść o kruku. Skaza odmieńca (2009)
Opowieść o żubrze. Cywilizowanie dzikości (2009)
Opowieść o żuku. Potęga karła (2009)
Opowieść o dziku. Cena niezależności (2009)
Opowieść o nornicy. Niezwyczajna zażyłość (2009)
Opowieść o bobrze. Nieosiągalna arkadia (2009)
Opowieść o sóweczce. Prawo drapieżnika (2009)
Opowieść o rysiu. Wbrew naturze (2009)
- Powrót bobra, z serii dokumentalnej Tajemnice przyrody (Baltic secrets) (2001)[40]
- Niepokonany wilk, z serii dokumentalnej Tajemnice przyrody (Baltic secrets) (2001)[40]
- Wędrujące wydmy (1999)
- Wody śródlądowe, z serii dokumentalnej Żyjąca Europa. cz. III (1998)
- Ostatnie pierwotne lasy, z serii dokumentalnej Żyjąca Europa. cz. II (1998)
- Ostatnia puszcza (1997)
- Puchalszczyzna (1996) – opowieść filmowa poświęcona pionierowi polskiej fotografii i filmu przyrodniczego Włodzimierzowi Puchalskiemu[41]. Motywem przewodnim jest podróż do miejsca opisanego w jednym z albumów Zielonej serii. Film zrealizowany w konwencji podobnej do serii Tętno pierwotnej puszczy
- Tętno pierwotnej puszczy – pierwszy polski 5-odcinkowy serial dokumentalny poświęcony przyrodzie obszaru Puszczy Białowieskiej (czas realizacji 1993–1995)[42]:
Wielki dom (1995)
Niekończący się wyścig (1995)
Olbrzymy i karły (1995)
Nie tylko kły i pazury (1995)
Żywa sieć (1995)
- Ballada o Czarnej Hańczy (1993)
- Bobrze, czy na Wigrach jest dobrze? (1993)
- Dolina nieujarzmionej rzeki (1991)
- Kraina wody, piasku i wiatru (1990)
- Sprawa białowieskiego żubra (1990)
- Tropem łosia (1990)
- Powszedni żywot jeleni (1990)
- Zielone płuca Polski (1990)
- Chronić czy nie chronić? (1988)
- Tajemnice naszych kwiatów (1988)
- Czas godów (1988)
- Gniazda, jaja, pisklęta (1987)
- Circus pygargus – błotniak pospolity (1987)
- Symbioza? (1987)

## Filmoteka
- Saga prastarej puszczy – fabularyzowany serial przyrodniczy, każda część serii poświęcona jest innemu mieszkańcowi Puszczy Białowieskiej, Telewizja Polska (2009)
- Tajemnice przyrody – zapowiedź cyklu telewizyjnego, Telewizja Polska (grudzień 2001)
- Klub Pana Rysia w Białowieży – fragment programu telewizyjnego autorstwa Ryszarda Wyrzykowskiego z udziałem Bożeny i Jana Walencików, Telewizja Polska (grudzień 1999)

## Fonoteka
- Mazurek słucha: Bożeny i Jana Walencików – audycja radiowa Roberta Mazurka w Programie Drugim Polskiego Radia (26.12.2020)
- Dumna i tajemnicza bohaterka Bliskich Spotkań. Puszcza Białowieska. Co chciałaby nam powiedzieć? – audycja radiowa Magdy Miśki-Jackowskiej w RMF Classic (7.02.2016)
- Jan Walencik o Puszczy Białowieskiej – audycja radiowa w łódzkim Radiu Żak (31.10.2009)